# Lana Rhoades
Lana Rhoades er en amerikansk podcaster, social-medie-personlighed, og tidligere pornografisk filmskuespillerinde . Og har gennem hele sin karriere har hun optrådt i publikationer som for eksembel Hustler, Penthouse og Playboy . 

## Tidligt liv
Rhoades blev opdraget af en enlig mor i en forstad til Chicago i nordøst USA. Men som 14-årig beundrede hun modellernes i glamour og The Girls Next Door og ville gerne være ligesom modellen ved navn Anna Nicole Smith .

## Priser
- 2017 AVN Award – Hotteste nykommer [5]
- 2017 XBIZ Award – Bedste nye stjerne [6]
- 2017 NightMoves Award – Bedste nye stjerne (Fan's Choice) [7]
- 2017 NightMoves Award – Best Star Showcase (Fan's Choice) – Lana [7]
- November 2017 Vixen Angel [8]
- 2018 AVN Award – Bedste analsex scene – Anal Savages 3 (with Markus Dupree) [9]
- NightMoves Award 2018 – Bedste krop (Fan's Choice) [10]
- 2019 Pornhub Award – Mest populære kvindelige performer [11]
- 2019 NightMoves Award – Best Star Showcase (Fan's Choice) – Ultimate Fuck Toy: Lana Rhoades [12]
- 2020 Pornhub Award – Mest populære kvindelige performer [13]